# Sageria
Sageria is een monotypisch geslacht van schimmels dat behoort tot de familie Helotiaceae van de ascomyceten. De typesoort is Sageria tsugae. Sageria purpurascens maakt ook onderdeel uit van dit geslacht, maar is verplaatst naar het geslacht Ascoconidium.